# Oberonia costeriana
Oberonia costeriana är en orkidéart som beskrevs av Johannes Jacobus Smith. Oberonia costeriana ingår i släktet Oberonia och familjen orkidéer. Inga underarter finns listade i Catalogue of Life.